# Psychodietetyka
Psychodietetyka – interdyscyplinarna dziedzina wiedzy, łącząca zagadnienia z obszaru psychologii (głównie psychologii zdrowia), dietetyki i zasad zdrowego stylu życia.
Według Obserwatorium Językowego Uniwersytetu Warszawskiego psychodietetyka to dział dietetyki zajmujący się stosowaniem różnego rodzaju technik psychologii u osób z zaburzeniami odżywiania.
Nauka gromadzi informacje związane z wzajemnym oddziaływaniem na siebie ciała, psychiki i jedzenia (m.in. diet), opisując zarówno psychologiczne mechanizmy kształtowania się masy ciała, doboru pokarmów, czy ustalania się nawyków żywieniowych, jak również oddziaływanie spożywanego jedzenia na psychikę człowieka.
Z wiedzy psychodietetyków korzystać mogą m.in. osoby zainteresowane zmianą wagi ciała (zwłaszcza jej redukcją), ludzie chorzy na choroby dietozależne, osoby z problemem braku akceptacji swojego wyglądu i z negatywną samooceną, anorektycy, bulimiści, dzieci z neofobią, osoby kompulsywnie odżywiające się i chorujące na depresję. Terapia psychodietetyczna opiera się na ścisłej współpracy psychologów z dietetykami, doradcami żywieniowymi, lekarzami, fizjoterapeutami i innymi specjalistami zajmującymi się szeroko rozumianym zdrowiem. Do zadań psychodieteyka należy też profilaktyka zdrowego żywienia i jego zaburzeń.
W polskim prawie zawód psychodietetyka nie jest uregulowany (2021), ale najczęściej profesję tę podejmują psychologowie lub dietetycy po ukończeniu stosownych kursów lub studiów podyplomowych.
W Polsce odbywa się jedna z największych konferencji psychodietetycznych na świecie - Ogólnopolska Konferencja Psychika a Dietetyka. Konferencja zrzesza najlepszych specjalistów z kraju z dziedziny dietetyki, psychologii i psychodietetyki i rokrocznie skupia setki zainteresowanych uczestników.
Dodatkowo, w roku 2019 pod redakcją prof. dr hab. n. med. Jakuba Fichny i mgr Michała Sienkiewicza ukazała się pierwsza polskojęzyczna monografia naukowa dotycząca psychodietetyki pt. "Psychika a Dietetyka - nierozerwalne połączenie". 

## [7]Przypisy
1. 1 2 3 4  Paula Mamrot, Psychodietetyka dzieci i młodzieży, w: Remedium, nr 7-8(312)/2019, s. 14, ISSN 1230-7769
2. ↑  Obserwatorium Językowe Uniwersytetu Warszawskiego, Psychodietetyka
3. 1 2  Paulina Pawełczyk-Jabłońska, Kiedy warto zgłosić się do psychodietetyka?, w: Narodowe Centrum Edukacji Żywieniowej
4. ↑  Instytut Psychodietetyki, Psychodietetyka
5. ↑  Uniwersytet Humanistyczno-Społeczny, PO CO NAM PSYCHODIETETYK? WYWIAD Z BOŻENĄ BORUTĄ-GOJNY
6. ↑  Ogólnopolska Konferencja Psychika a Dietetyka [online], 2020.strona główna serwisu
7. ↑  ., Monografia naukowa - "Psychika a Dietetyka - nierozerwalne połączenie", Jakub Fichna (red.), 25 lipca 2019, ISBN 978-83-953593-0-9. Brak numerów stron w książce